# Factorització
En matemàtiques, la factorització o descomposició en producte de factors és el procés de descompondre un objecte, per exemple un nombre enter, un polinomi, o una matriu en el producte d'altres objectes anomenats factors, que en multiplicar-los tots junts donen l'objecte original.
Per exemple, el nombre 15 es pot descompondre en factors primers com 3 × 5, i el polinomi {\displaystyle x^{2}-4} es factoritza com {\displaystyle (x-2)(x+2)}. En tots dos casos, s'ha obtingut un producte d'objectes més senzills.
L'objectiu de la factorització de vegades és reduir quelcom a "blocs constructius bàsics," com ara els nombres enters en nombres primers, o els polinomis en polinomis irreductibles, o una matriu en producte de dues matrius triangulars; d'altres vegades l'objectiu és disposar de l'objecte en una forma més adequada com en la diagonalització de matrius que es busca expressar la matriu en termes d'una matriu diagonal i les matrius de canvi de base.

## Factorització dels enters
Segons el teorema fonamental de l'aritmètica, tot enter admet una factorització única en nombres primers.
Si es disposa d'un algorisme per descompondre en factors qualsevol enter, llavors també es pot descompondre qualsevol enter en nombres primers a base de repetir l'aplicació de l'algorisme.
La factorització dels enters grans sembla un problema complex. Actualment (2008) no hi ha cap algorisme publicat que ho realitzi de forma ràpida, tot i que tampoc hi ha cap demostració de què sigui impossible un algorisme d'aquest tipus. Alguns sistemes criptogràfics de clau pública, com per exemple l'RSA, basen la seva seguretat en la suposada complexitat de resoldre aquest problema. Però per nombres petits hi ha una gran varietat d'algorismes que es poden aplicar.

## Factorització dels polinomis
Una conseqüència del Teorema fonamental de l'àlgebra és que la descomposició d'un polinomi en producte de polinomis irreductibles existeix, i és única, per a tot polinomi amb coeficients reals o complexos. Això també és cert quan els coeficients són en un anell factorial (anomenat també domini de factorització única), tant si el polinomi és d'una o diverses variables. Aquesta propietat és, per al conjunt dels polinomis, equivalent al teorema fonamental de l'aritmètica per al conjunt dels enters.
La factorització d'un polinomi consisteix a escriure'l com a producte de polinomis. Les factoritzacions interessants són aquelles que permeten escriure el polinomi inicial com a producte de polinomis de grau inferior al grau del polinomi de sortida. Un polinomi per al qual no existeix cap factorització d'aquest tipus es diu un polinomi irreductible i és l'equivalent a un nombre primer per al conjunt dels enters.
La cerca d'una factorització és un problema algorísmic de dificultat variable en funció de, en primer lloc, l'anell de coeficients considerat, i en segon lloc, la mida d'aquests coeficients i el grau del polinomi. En el cas que el cos dels coeficients sigui els nombres reals o el nombres enters la dificultat és equivalent a la de trobar les arrels del polinomi i existeixen algorismes eficients que permeten trobar-les, per tant és un problema més senzill que el de la factorització dels enters.
La factorització d'un polinomi és útil per reduir una funció racional en un producte de fraccions parcials.

## Factorització de matrius
Una matriu també es pot descompondre en el producte de matrius de tipus especials, de forma que sigui més adequada per a determinades aplicacions. Per exemple la descomposició LU o factorització de Crout descompon una matriu quadrada en el producte d'una matriu triangular inferior per una de triangular superior. Aquesta descomposició es fa servir per a la resolució de sistemes d'equacions lineals. Altres mètodes de factorització de matrius són el mètode de factorització de Cholesky o el mètode de factorització QR.

## Factorització de funcions
Una funció es pot descompondre en la composició d'altres funcions que tinguin certes propietats; per exemple tota funció es pot veure com la composició d'una funció suprajectiva amb una funció injectiva.